# Bjarne Iversen
Bjarne William Iversen (Oslo, 2 ottobre 1912 – Nittedal, 7 settembre 1999) è stato un fondista norvegese.

## Biografia
Originario di Vestre Aker, un quartiere occidentale di Oslo, nel 1934 si piazzò secondo nella 17 km del Trofeo Holmenkollen; nel 1935 vinse i Campionati norvegesi sulla medesima distanza e partecipò ai Mondiali di Vysoké Tatry, classificandosi sesto nella 18 km e secondo nella staffetta, in squadra con Sverre Brodahl, Olaf Hoffsbakken e Oddbjørn Hagen.
Nella sua unica partecipazione olimpica, Garmisch-Partenkirchen 1936, fu nono nella 18 km e di nuovo argento nella staffetta, sempre con Brodahl, Hoffsbakken e Hagen. Continuò a gareggiare fino allo scoppio della Seconda guerra mondiale; nella seconda fase della carriera il suo miglior risultato fu il quinto posto ottenuto nella 17 km dei Campionati norvegesi del 1939.

## Palmarès

### Olimpiadi
- 1 medaglia, valida anche ai fini iridati:
  - 1 argento (staffetta a Garmisch-Partenkirchen 1936)

### Mondiali
- 1 medaglia, oltre a quella conquistata in sede olimpica e valida anche a fini iridati:
  - 1 argento (staffetta a Vysoké Tatry 1935)

### Campionati norvegesi
- 1 oro (17 km nel 1935)[1]